# Estación de Attiki
La estación se encuentra la estación de metro Attiki en Atenas, en las líneas 1 y 2 del Metro de Atenas. Situado en Atenas y tomó su nombre de la plaza de Attiki y rua Liosion, por debajo del cual se encuentra. Esto ofrece la posibilidad de transferencia entre las dos líneas de servicio.

## Servicios

### Metro de Atenas
| << cabecera | < estación | línea   | estación >     | cabecera >> |
| ----------- | ---------- | ------- | -------------- | ----------- |
| Piraeus     | Victoria   | Línea 1 | Agios Nikolaos | Kifissia    |
| Anthoupoli  | Sepolia    | Línea 2 | Larissis       | Elliniko    |